# Лозовой (Маньковское сельское поселение)
Лозово́й — хутор в Чертковском районе Ростовской области.
Входит в состав Маньковского сельского поселения.

## Население
| 2010 |
| ---- |
| 5    |

## Улицы
На хуторе имеется одна улица — Лесная.